# Посольство России в Албании
Посольство России в Тиране — дипломатическое представительство Российской Федерации в Албанской республике, расположенное в столице государства Тиране.

## История дипломатических отношений
Имеются исторические свидетельства зарождения отношений между Албанией и Россией, относящиеся к 1736 году, когда албанский принц обратился с письмом к Российской императрице Анне I Иоанновне, с просьбой предоставить свои войска для борьбы с общим врагом — турками.
Дипломатические отношения между СССР и Албанией были установлены после того, как в результате июньской революции 1924 года в Албании пришло к власти демократическое правительство Фана Ноли. Советское правительство сразу выразило готовность установить дипломатические отношения с Албанией, не выдвигая каких-либо условий или ограничений. Нарком иностранных дел Г. В. Чичерин писал: «Адресуя новому Албанскому правительству наши наилучшие пожелания, я выражаю твёрдую уверенность, что дружба между нашими народами принесет обильные плоды для благополучия того и другого».
Однако взаимным желаниям установить добрые отношения не было дано осуществиться сразу. Правительства Англии, Италии, Югославии резко выступили против сближения Советской России и Албании, опасаясь превращения Албании в некий большевистский центр на Балканах. Британский Форин-офис предъявил ультиматум албанскому правительству, потребовав от него отказа от установления дипломатических отношений с СССР. Поэтому прибывший в Тирану 16 декабря 1924 года первый посол А. А. Краковецкий был вынужден покинуть страну через два дня после прибытия.
Таким образом, из-за вмешательства Великобритании, Италии и Югославии дипломатические отношения фактически не поддерживались вплоть до 1934 года. В 1934 году была достигнута договорённость о нормализации дипломатических отношений на уровне дипломатических миссий, путём обмена нотами между временным поверенным в делах СССР в Италии и поверенным в делах Албании в Италии.
Позднее отношения были полностью разорваны после оккупации Албании фашистской Италией в 1939 году.
Отношения на уровне дипмиссий были установлены вновь 10 ноября 1945 года, путём обмена нотами между начальником военной миссии в Албании и премьер-министром Албании.
В декабре 1946 года была достигнута договорённость о преобразовании миссий в посольства. В этот период отношения между СССР и Албанией были очень тесными. Советский Союз оказывал стране большую экономическую помощь. «Самый верный и надежный союзник» — такую оценку взаимным отношения дал бывший посол СССР в НРА Д. С. Чувахин.
Однако дипломатические отношения между Албанией и Советским Союзом были прерваны в 1961 году из-за политических разногласий между правящей в Албании Албанской партии труда и Коммунистической партией Советского Союза. Нормализация отношений и возобновление деятельности посольств в двух странах произошло в 1990 году.